# 이나정 (연출가)
이나정(1979년 ~ )은 대한민국의 연출가이다.

## 경력
- 2010~2019 KBS 드라마본부 프로듀서
- 2019~ 스튜디오드래곤 드라마본부 프로듀서
- 2021~2024 브릴스테인 엔터테인먼트 프로듀서
- 2024~ 트리 스튜디오 프로듀서

## 연출 작품

### 드라마
| 방송 년도       | 방송사   | 제목                            | 극본                   | 비고                           |
| --------------- | -------- | ------------------------------- | ---------------------- | ------------------------------ |
| 2006년          | KBS2     | 무기여 잘 있거라                | 채수봉                 | 2부작, 조연출                  |
| 2008년          | KBS2     | 최강칠우                        | 백운철                 | 20부작, 조연출                 |
| 2009년          | KBS1     | 청춘예찬                        | 최민기                 | 75부작, 조연출                 |
| 2009년          | KBS2     | 열혈 장사꾼                     | 홍승현, 유병우, 김경회 | 20부작, 조연출                 |
| 2011년          | KBS2     | 공주의 남자                     | 조정주, 김욱           | 24부작, 조연출                 |
| 2011년 ~ 2012년 | KBS1     | 당신뿐이야                      | 최민기                 | 128부작, 진형욱 PD와 공동 연출 |
| 2012년          | KBS2     | 세상 어디에도 없는 착한남자     | 이경희                 | 20부작, 김진원 PD와 공동 연출  |
| 2013년          | KBS2     | KBS 드라마 스페셜 - 연우의 여름 | 유보라                 | 단막극                         |
| 2014년          | KBS2     | 태양은 가득히                   | 허성혜                 | 16부작, 프로듀서               |
| 2015년          | KBS1     | 눈길                            | 유보라                 | 2부작 단막극                   |
| 2015년          | KBS2     | 너를 기억해                     | 권기영                 | 16부작, 프로듀서               |
| 2015년 ~ 2016년 | KBS2     | 오 마이 비너스                  | 김은지                 | 16부작, 김형석 PD와 공동 연출  |
| 2016년          | KBS2     | 백희가 돌아왔다                 | 임상춘                 | 4부작, 프로듀서                |
| 2016년 ~ 2017년 | KBS2     | 오 마이 금비                    | 전호성                 | 16부작, 프로듀서               |
| 2017년          | KBS2     | 쌈 마이웨이                     | 임상춘                 | 16부작, 김동휘 PD와 공동 연출  |
| 2019년          | 넷플릭스 | 좋아하면 울리는                 | 이아연, 서보라         |                                |
| 2021년          | tvN      | 마인:MINE                       | 백미경                 | 16부작                         |
| 2023년          | tvN      | 이번 생도 잘 부탁해             | 최영림, 민예지         | 12부작                         |

### 영화
- 2017년 눈길

## 수상 및 후보
| 연도 | 시상식              | 부문          | 작품         | 결과 |
| ---- | ------------------- | ------------- | ------------ | ---- |
| 2018 | 제54회 백상예술대상 | TV부문 작품상 | 쌈, 마이웨이 | 후보 |
| 2022 | 제58회 백상예술대상 | TV부문 연출상 | 마인         | 후보 |